# 惩治嫌疑犯法
惩治嫌疑犯法（法語：Loi des suspects）是在法国大革命时期恐怖統治的状态下，在1793年9月17日发布的一项法令。它明显弱化个人自由，并引发全国性的“革命猜疑”（即革命者之间对他人的怀疑）。
这项法令下令逮捕针对法国大革命已定罪及疑似的敌人，包括贵族、与流亡分子有关系的人、已下台的官员、涉嫌叛国以及囤积货物的人。到了第二年，它的针对目标得到扩展并更为严厉。执法及逮捕的工作被委托给监视委员，而非法律审判。它也引入“对象必须证实自己无罪”的准则，这个准则后来被牧月22日法令延伸。

## 历史
嫌疑犯法令更像是一条行政命令而非法律，它是在法兰西第一共和国的国民公会上，由菲力浦-安托万·默林·德·杜埃和让-雅克·雷吉斯·德·冈巴塞雷斯（拿破仑法典的作者）提出的。它增補了1793年3月10日的法令，先前的法令創建了革命法庭，但對革命嫌疑犯的定義範圍較為狹窄。
在其执行以前，顽固反对共和国的天主教教士在1791年11月7日的法令下被视作保王党人嫌疑犯。1792年8月10日后，路易十八的君主立宪制度被立法议会推翻，这些教士，连同流亡贵族和他们的亲属，均被驱逐、监禁，乃至被激进的無套褲漢杀害。
到1793年，“嫌疑犯”已经成了常用词汇，但还没有一个统一的定义。巴黎激进派认为嫌疑犯就是被逮捕的人，但国民公会未能果断执行。3月23日，国民公会下令对嫌疑犯解除武装。到了6月2日，它颁布法令指“那些恶名昭彰的贵族及恶劣的市民”应被逮捕。
9月5日，部分巴黎市民对国民公会的武装入侵最终让“嫌疑犯法令”成为议会议题。它的目标在于扩大对革命法庭成立前应该被逮捕审查的人的范围，它同时让立法机构制定全面限价法令。
公共安全委员会被赋予广泛的逮捕、惩罚的权力。在它的指令下，1793年3月21日的法令指引下成立的监视委员会负责制作嫌疑犯名单及发布通缉令。 市民需要携带“公民精神认证”，证明持有人是良好市民。
著名的嫌疑犯定义包括：“那些对抵抗自由未做任何事的人，同样未为自由做过任何事。”这是1793年10月11日巴黎公社制定的一项条款。它经常被误认为是嫌疑犯法令的内容。

## 内文简述
按照《嫌疑犯法令》，以下人群都被视为嫌疑犯：“根据他们的行为与社会关系，或者根据他们的言辞和著作，偏袒于暴政或联邦主义及自由的敌人，那些以3月21日法令中指定的方式，获取他们的财富以及他们的市民责任所获取的报酬，且（行为）不能纠正的人；那些拒绝公民身份认证，被公共行政官员驱逐或被国民议会及其委员停职且未有恢复的人；那些前贵族，以及他们的丈夫、妻子、父亲、母亲，儿子或者女儿、兄弟或者姐妹，以及流亡分子的代理人，他们之中没有坚决表示自己对革命的承诺的人；那些在1789年7月1日至1792年3月8日－3月30日发布期移民外国的人，就算他们在该时期内回国。”

## 处决人数
按照Donald Greer对历史数据的研究，恐怖统治下被指控为嫌疑犯的人数约为500000人。他还计算出大约有35000到40000的牺牲者，包括16594人在法律程序下被处决，其它死在内战的相关地区。法國歷史學家阿尔伯·马蒂的统计，则把巴黎最初的嫌疑犯人数是6000人，在热月政变前夕增加至8000人，与巴黎的300000人口作对比。Louis Jacob则认为，热月9日后的声明，包括议会的讨论，可以得出一个总数为70000人的嫌疑犯数目。按Jean Tulard的研究，500000人被逮捕而300000参与逮捕任务。Jean-Louis Matharan认为，“所有对国内嫌疑犯总数的推断都只是猜测，”尤其是自从1792年至督政府时期，“被释放的嫌疑囚犯是不间断的，”尽管可能被逮捕人数较少，已有研究表明存在短期囚禁及快速释放的事实。

## 结束
嫌疑犯法令在1794年7月被废弃，恐怖统治结束，这在热月政变之前，取代革命监视委员会的权力的是公共安全委员会。
法令在1795年11月督政府上台前在10月份被正式废除。

## 文献
- Projet de Décret sur le mode d'exécution du décret du 12 août, qui ordonne l'arrestation des gens suspects, 由菲力浦-安托万·默林·德·杜埃提交给国民公会（1793年，巴黎）